# 欧穆热
欧穆热（法語：Hautmougey，法語發音：[omuʒɛ] ⓘ）是法国大东部大区孚日省的一个旧市镇，位于该省南部偏西，属于埃皮纳勒区和埃皮纳勒城市圈公共社区。2017年1月1日，欧穆热和相邻的另外2个市镇合并为新市镇拉沃日莱班（La Vôge-les-Bains）。

## 地理
欧穆热（48°1'42"N, 6°13'57"E）面积7.87 平方千米，位于法国大東部大區孚日省，该省份为法国东北部内陆省份，北起默兹省和默尔特-摩泽尔省，西接上马恩省，南至上索恩省和贝尔福地区省，东临上莱茵省和下莱茵省。
与欧穆热接壤的市镇（或旧市镇、城区）包括：莱瓦夫尔、班莱班、丰特努瓦堡、格吕埃莱叙朗斯、阿尔索、丰特努瓦堡。
欧穆热的时区为UTC+01:00、UTC+02:00（夏令时）。

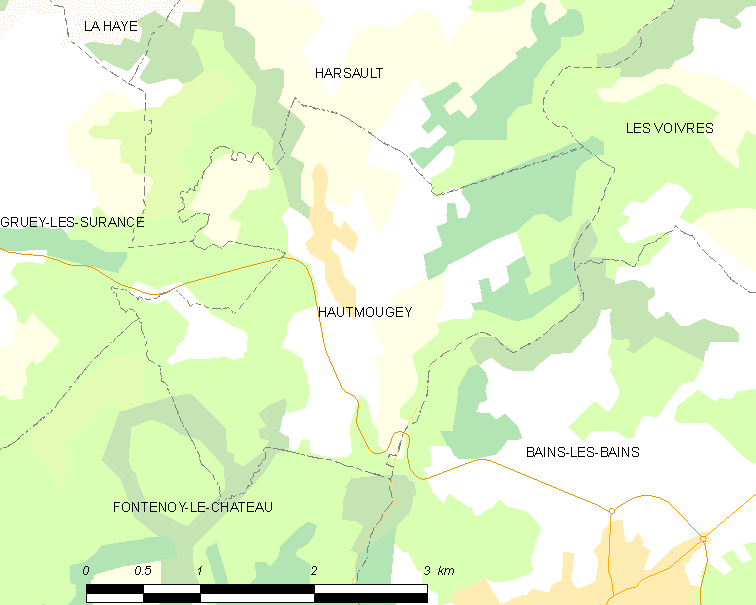
欧穆热的OSM定位图

## 行政
欧穆热的邮政编码为88240，INSEE市镇编码为88235。

## 政治
欧穆热所属的省级选区为勒瓦勒达若勒县。

## 人口

1962-2008年间欧穆热人口变化图示

欧穆热于2018年1月1日时的人口数量为128人。